# المغامرات المثيرة لبلينكي بيل
المغامرات المثيرة لبلينكي بيل (بالإنجليزية: The Wild Adventures of Blinky Bill) هو مسلسل رسوم متحركة أسترالي عرض على محطة 7 تو من 5 ديسمبر 2016. استند في قصته على كتب كتبها المؤلف نيوزيلندي دوروثي وول.

## الشخصيات
- بلينكي بيل (أداء صوتي: كام رالف[3]): الشخصية الرئيسية للرسوم المتحركة، الكوالا الصغير.
- جاكو (أداء صوتي: أكمل صالح[4]): سحلية مكشكشة وصديق بلينكي.
- نوتسي (أداء صوتي: بريدي كونيل): كوالا وصديق آخر لبلينكي.
- خوان بابلو (أداء صوتي: روبرت ديغاس): الببغاء الباراغواياني.
- باندي (أداء صوتي: روبرت ديغاس): البندقوط.
- كوت (أداء صوتي: كام رالف): البندقوط آخر.
- السيد وومبات (أداء صوتي: كام رالف): الومبتيات.
- كلود (أداء صوتي: آش ريكاردو): الضيون.
- إيدي (أداء صوتي: روبرت ديغاس): السنجاب الأمريكي.
- روبرت (أداء صوتي: كام رالف): طائر القيثارة.
- مارسيا (أداء صوتي: شارلوت هاملين): الفأر الجرابي.
- سكر (أداء صوتي: بريدي كونيل): الأبوسوم القندي الطيار.
- سبايك (أداء صوتي: ناثان هارفي): النضناض.
- السيدة بيل (أداء صوتي: بيث أرمسترونج): والدة بلينكي.
- السيدة تيبينز (أداء صوتي: بيث أرمسترونج): كيوي ومعلم بلينكي.
- بيل كوالا (أداء صوتي: جيمي كروفت): والد بلينكي.
- سان خورخي (أداء صوتي: تين بانغ): الكوكاتو كبريتي العرف.
- بلووي (أداء صوتي: كوكو جاك جيليس): الأطيش أزرق القدمين.

## وصلات خارجية
- المغامرات المثيرة لبلينكي بيل على موقع IMDb (الإنجليزية)
- المغامرات المثيرة لبلينكي بيل على موقع قاعدة بيانات الفيلم (الإنجليزية)
- المغامرات المثيرة لبلينكي بيل على TheTVDB.com